# 麥薲草
麦薲草（学名：Elymus tangutorum）为禾本科披碱草属下的一个种。該物種主要分佈於内蒙古、山西、甘肃、青海、四川、新疆、西藏等地方。